# Рощинская улица (Санкт-Петербург)
Ро́щинская улица — широтная улица в исторических районах Ближняя Рогатка, Московская застава и Александровская слобода Московского административного района Санкт-Петербурга. Проходит от Ялтинской улицы до Витебского проспекта. Фактически состоит из двух отдельных участков — от Ялтинской улицы до линии Варшавской железной дороги и от Московского до Витебского проспекта.

## История
Улица получила название 5 марта 1871 года по пригородным рощам. В 1900—1935 годах она также носила название Чигиринская дорога. В 1960-х годах в состав Рощинской улицы вошли существовавшее с 1896 года Корпусное шоссе и Каменная дорога (в 1910—1930-х годах Новая Каменная дорога).

## Пересечения
С запада на восток (по увеличению нумерации домов) Рощинскую улицу пересекают следующие улицы:
- Ялтинская улица — примыкание;
- Московский проспект — Рощинская улица примыкает к нему;
- улица Коли Томчака и Новорощинская улица — примыкание;
- линия Соединительной железной дороги — пересечение по путепроводу;
- Цветочная улица — примыкание;
- Сызранская улица и Люботинский проспект — пересечение;
- Витебский проспект — Рощинская улица примыкает к нему.

## Транспорт
Ближайшие к Рощинской улице станции метро — «Электросила» (около 550 м по прямой от примыкания к Московскому проспекту) и «Московские ворота» (около 800 м по прямой от примыкания к Варшавской железной дороге) 2-й (Московско-Петроградской) линии. На расстояниях около 1,3 км и 1,9 км по прямой от конца улицы находятся станции «Бухарестская» и «Волковская» 5-й (Фрунзенско-Приморской) линии.
Движение наземного общественного транспорта по Рощинской улице отсутствует.
У примыкания улицы к Варшавской железной дороге расположена недействующая железнодорожная платформа Корпусное шоссе. Ближайшие к Рощинской улице грузовые железнодорожные станции — Корпусный пост (кратчайшее расстояние — около 300 м), Цветочная (около 550 м от примыкания Цветочной улицы) и Витебская-Сортировочная (около 700 м конца улицы).

## Общественно значимые объекты
- дом 1 — здание в кирпичном стиле, где жили железнодорожники Корпусного поста;
- дом 2 — комплекс построек главного склада Российского общества Красного Креста 1909—1911 годов постройки;
- дом 8, литеры А, Б — здания 1890-х годов. В 2019 году в СМИ появилась информация, что дома признаны аварийными, на их месте планируется строительство бизнес-центра и апарт-отеля[5][6];
- Московский проспект, дом 129 — Администрация Московского района и Московский районный суд (напротив примыкания к Московскому проспекту);
- Рощинский сад (у примыкания к Московскому проспекту);
- Московский проспект, дом 152 — культурно-досуговый центр «Московский» (бывший Дом культуры имени Ильича);
- дом 24 — ЗАО «Метростроевский механический завод»;
- дом 36 — ОАО «Авторемонтный завод № 4 Санкт-Петербурга» (на углу с Люботинским проспектом);
- дом 48 — ОАО «Управление механизации-3» (у примыкания к Витебскому проспекту).